# 엘리펀트 맨 (영화)
《엘리펀트 맨》(영어: The Elephant Man)은 1980년 개봉한 전기 비극 영화이다. 데이비드 린치가 감독과 공동 각본을 맡았으며, 19세기 영국인 조지프 메릭의 삶을 다룬 작품이다.
1981년 제34회 영국 아카데미 영화상 작품상·남우 주연상·미술상, 1982년 제7회 세자르상 외국어 영화상 수상작이다.

## 줄거리
빅토리아 시대 런던. 외과의 프레더릭 트리브스는 기형쇼의 사이드쇼에서 “엘리펀트 맨”으로 선전되어 생계를 이어가고 있는 조지프 메릭을 보고 의학적 발견으로 명성을 얻길 기대하며 단장에게 돈을 주고 메릭을 사들인다. 트리브스는 집으로 메릭을 데려온 뒤 선천적으로 심각한 기형을 앓고 있는 메릭이 괴물과도 같은 외형 뒤에 실은 교양과 지성을 갖춘 따뜻한 영혼을 지니고 있음을 알게 된다.

## 출연진
- 존 허트
- 앤서니 홉킨스
- 앤 밴크로프트
- 존 길구드
- 웬디 힐러
- 프레디 존스
- 마이클 엘픽
- 덱스터 플레처
- 헬렌 라이언
- 존 스탠딩
- 케니 베이커
- 팻 고먼

## 기타 제작진
- 배역: 매기 카티에이
- 미술: 스튜어트 크레이그
- 의상: 퍼트리샤 노리스

## 같이 보기
- 엘리펀트 맨 (희곡)